# Matthew Hoppe
Matthew Timothy Hoppe (Yorba Linda, 13 de março de 2001) é um futebolista estadunidense que atua como atacante. Atualmente joga no Schalke 04.

## Carreira
Após passar pelas categorias de base do Los Angeles Galaxy e do Strikers FC e Barça Residency Academy, Hoppe assinou com o Schalke 04 em junho de 2019
, sendo incorporado aos juniores.
Sua estreia no time principal foi contra o Borussia Mönchengladbach, em novembro de 2020, atuando por 81 minutos. O Schalke saiu derrotado por 4 a 1. Em janeiro de 2021, marcou 3 gols na vitória por 4 a 0 sobre o Hoffenheim, e um mês depois, assinou seu primeiro contrato profissional com os Azuis Reais (válido até 2023), que caíram para a 2. Bundesliga de 2021–22.

## Carreira internacional
Hoppe foi convocado pela primeira vez à seleção dos Estados Unidos em maio de 2021, contra a Suíça, mas não entrou em campo.
Convocado para a Copa Ouro da CONCACAF, disputou sua primeira partida contra a Martinica, e fez seu primeiro gol contra a Jamaica, que levou os Yankees à semifinal da competição. Hoppe disputou 5 jogos na campanha do sétimo título dos Estados Unidos na Copa Ouro.

## Títulos
Seleção Estadunidense
- Copa Ouro da CONCACAF: 2021

### Individuais
- Novato do mês da Bundesliga: janeiro de 2021[13]